# Clone
Clone (с англ. — «Клон») — серия комиксов, которую в 2012—2014 годах издавала компания Image Comics.

## Синопсис
Доктор Люк Тейлор узнаёт, что у него есть множество клонов, охотящихся за его беременной женой и их ещё неродившимся ребёнком, когда один из них приходит на порог его дома.

## Коллекционные издания
| Название                         | Тип            | Дата выхода     | Собранный материал | Кол-во страниц | ISBN                       |
| -------------------------------- | -------------- | --------------- | ------------------ | -------------- | -------------------------- |
| Clone, Vol. 1: First Generation  | Мягкая обложка | 29 мая 2013     | Clone #1-5         | 128            | 978-1607066835, 1607066831 |
| Clone, Vol. 2: Second Generation | Мягкая обложка | 27 ноября 2013  | Clone #6-10        | 128            | 978-1607068303, 1607068303 |
| Clone, Vol. 3: Third Generation  | Мягкая обложка | 2 апреля 2014   | Clone #11-15       | 128            | 978-1607069393, 1607069393 |
| Clone, Vol. 4: Fourth Generation | Мягкая обложка | 15 октября 2014 | Clone #16-20       | 120            | 978-1632150363, 1632150360 |

## Реакция

### Отзывы критиков
На сайте Comic Book Roundup серия имеет оценку 8,8 из 10 на основе 99 рецензий. Роберт Бернштейн из Den of Geek дал первому выпуску 10 баллов из 10 и отмечал, что он «нарисован с большой детализацией». Мэт Эльфринг из Comic Vine вручил дебюту 4 звезды из 5 и посчитал, что это «отличное начало новой серии». Дженнифер Ченг из Comic Book Resources, рецензируя второй выпуск, похвалила художника.

### Продажи
Ниже представлен график продаж комикса за первый месяц выпуска на территории Северной Америки.

## Адаптации
Изначально на основе комикса должен был сниматься телесериал для NBC, а затем для SyFy. В 2015 году было сообщено, что Universal поставит фильм на основе серии.